# Gum 19
Gum 19, nota anche come RCW 34, è una piccola nebulosa a emissione visibile nella costellazione delle Vele.
Si osserva nella parte nordoccidentale della costellazione, a circa 2° dalla stella Suhail (λ Velorum); appare come una piccola macchia di forma triangolare e può essere fotografata con l'ausilio di filtri attraverso un telescopio di media potenza. La sua declinazione è fortemente australe; ciò comporta che dalle regioni boreali la sua osservazione sia assai difficoltosa al di fuori dal tropico, mentre a nord del 47°N è sempre invisibile. Dall'emisfero australe invece è osservabile per quasi tutte le notti dell'anno. Il periodo migliore per la sua osservazione nel cielo serale va da dicembre a maggio.
Si tratta di una regione H II di piccole dimensioni posta alla distanza di circa 3100 parsec (10100 anni luce), in una zona inter-braccio posta quindi esternamente rispetto al Braccio di Orione; la responsabile della sua ionizzazione è vdBH 25a, una stella blu di sequenza principale che appare in direzione della nebulosa a riflessione vdBH 25, la quale però essendo posta a circa 700 parsec di distanza dal Sole, non è fisicamente associata a Gum 19. All'interno della nebulosa sono stati identificati due maser, uno ad acqua e uno a metanolo, entrambi oggetti tipici delle regioni H II ultracompatte ospitanti oggetti stellari in formazione. Sul bordo settentrionale della nebulosa, a nord del fronte di ionizzazione della stella vdBH 25a, si trova la brillante sorgente infrarossa IRAS 08546−4254, coincidente con una giovane stella massiccia, attorno alla quale sarebbero attivi dei fenomeni di formazione stellare, in particolare sul bordo del fronte di ionizzazione; nei pressi di questa sorgente è stato scoperto anche un piccolo ammasso infrarosso, DBS2003 28.